# 불가리아-우즈베키스탄 관계
불가리아·우즈베키스탄 관계는 불가리아와 우즈베키스탄의 사이의 외교 관계이다. 양국은 1992년 9월 12일 외교관계를 수립했다. 불가리아는 타슈켄트에 대사관을 두고 있다. 우즈베키스탄은 타슈켄트에 본거지를 둔 비거주자 대사를 통해 불가리아로 대표되고 있다. 양국은 유럽 안보협력기구의 정회원이다.
불가리아는 우즈베키스탄과 유럽 연합 사이의 무역 회랑에 흑해의 중요한 항구와의 연락을 제공하고 있다.

## 배경
냉전 중 양국은 바르샤바조약과 코메콘의 회원국으로 동부 블록의 공산주의 국가였다. 당시 불가리아는 소비에트 연방과 우즈베키스탄의 위성 국가였다.

불가리아 국기
우즈베키스탄 국기

## 공식 교류
1997년 11월 불가리아 외상은 우즈베키스탄과 경제협력에 대해 협의했다. 우즈베키스탄의 모하메드 카리모프 대통령은 1998년 6월 불가리아를 주요 교역상대로 삼고 불가리아와 우즈베키스탄의 재화는 실크로드를 양방향으로 이용할 수 있다고 밝혔다. 1999년 4월 불가리아 대사관 설치 이후 10년간 정부간 협정 21건, 성간 협정 9건이 체결되었다. 우즈베키스탄은 불가리아와의 긴밀한 관계를 활용해 불가리아의 유럽연합(EU) 완전가맹에 의해 이용할 수 있는 기회를 활용하고 싶다고 생각하고 있지만 불가리아는 특히 에너지 안전 보장에 관심을 보이고 있다
양국 간에는 고위급 접촉이 계속되고 있는 1998년 5월, 우즈베키스탄의 외상은 소피아를 방문, 불가리아의 대통령과 면담했다. 방문 중, 불가리아와 우즈베키스탄의 외상은 경제와 교통의 연결을 논의했다. 1998년 6월, 우즈베키스탄 대통령은 불가리아를 방문했다. 1999년 5월 불가리아 대통령이 우즈베키스탄을 방문. 2003년 11월, 우즈베키스탄 대통령은 불가리아 총리와 회담했다. 2004년 5월 불가리아와 우즈베키스탄의 외상은 외교·경제 관계에 대해서 논의했다. 2005년 1월, 우즈베키스탄과 불가리아는 영사관을 설치했다. 2006년 3월, 우즈베키스탄의 불가리아 특사는 양국 간 협력에 만족한다고 말했다. 2007년 4월 불가리아의 장관이 우즈베키스탄을 방문하고 협력 협의를 벌였다.
2008년 11월 갈바노프 불가리아 대통령이 우즈베키스탄을 공식 방문해 카리모프 우즈베키스탄 지도자와 회담했다. 두 사람은 양국 관계의 모든 면을 서로 이야기한 그들은 미개척의 가능성을 보다 잘 활용하여 무역을 확대하고 다양화하는 노력을 하기로 합의했다. 불가리아 대통령이 우즈베키스탄에서 보호 동물을 사냥했을 때, 큰 논쟁이 벌어졌다. 2009년 2월, 불가리아는 관광관계의 대폭적인 확대와 무역·문화 교류의 가일층의 진전을 포함하여 앞으로도 이러한 관계가 발전해 나갈 것이라고 자신했다.

## 경제적 관계 및 합의

Nabucco 파이프 라인

1998년 6월 불가리아와 우즈베키스탄은 7개 조약협력협정에 서명했다. 1999년 5월 이들은 수송과 범죄의 협정에 서명했다. 1999년 7월, 우즈베키스탄의 엘킨하리로프 수상은 불가리아 흑해의 바르나항과 부르가스항이 우즈베키스탄의 유럽으로의 현관문이 될지도 모른다고 말했다. 2003년 11월, 우즈베키스탄의 카리모프 대통령과 회담을 갖고 불가리아를 경유한 우즈베키스탄 산품의 수송을 원활히 하기 위해 정식 세관협정을 실시해야 한다고 제안했다.
2004년 10월 양국은 3건의 법적 합의를 체결했다. 2007년 4월 불가리아와 우즈베키스탄은 경제 협력 협정을 체결했다. 200년까지 양국 간의 무역은 5천만 달러에이를 것으로 예상되었다.

## 같이 보기
- 불가리아의 대외 관계
- 우즈베키스탄의 대외 관계

## 참고 및 참조
1. ↑  “Bulgarian embassy in Tashkent”. 2011년 5월 24일에 원본 문서에서 보존된 문서. 2009년 5월 5일에 확인함.
2. ↑  “Uzbek Ministry of Foreign Affairs”. 2009년 4월 22일에 원본 문서에서 보존된 문서. 2009년 5월 5일에 확인함.
3. ↑  “Uzbek-Bulgarian Relations Are Developing Dynamically”. 《Turkish Weekly》. 2009년 2월 24일. 2009년 3월 3일에 원본 문서에서 보존된 문서. 2009년 5월 5일에 확인함.
4. ↑  “Uzbekistan Not Interested in Supplying Natural Gas for Nabucco”. Novinite Sofia News Agency. 2008년 11월 7일. 2009년 5월 5일에 확인함.
5. ↑  “Uzbek-Bulgarian Relations Are Developing Dynamically”. 《Turkish Weekly》. 2009년 2월 24일. 2009년 3월 3일에 원본 문서에서 보존된 문서. 2009년 5월 5일에 확인함.
6. ↑  “Bulgarian foreign minister holds in Uzbekistan on economic cooperation”. BTA news agency, Sofia. 1997년 11월 13일. 2009년 5월 5일에 확인함.
7. ↑  “Bulgarian foreign minister discusses bilateral ties with Uzbek president”. ITAR-TASS news agency (World Service), Moscow. 1997년 11월 13일. 2009년 5월 5일에 확인함.
8. ↑  “Uzbekistan, Bulgaria take steps to boost cooperation”. Interfax news agency, Moscow. 1997년 11월 12일. 2009년 5월 5일에 확인함.
9. ↑  “Uzbekistan, Bulgaria take steps to boost cooperation”. Interfax news agency, Moscow. 1997년 11월 12일. 2009년 5월 5일에 확인함.
10. ↑  
“Bulgarian minister visits Uzbekistan for cooperation talks”. 2007년 4월 3일. 2009년 5월 5일에 확인함.
11. ↑  “Uzbek foreign minister meets Bulgarian president”. BTA news agency, Sofia. 1998년 5월 19일. 2009년 5월 5일에 확인함.
12. ↑  “Bulgarian, Uzbek foreign ministers discuss economic, transport links”. BTA news agency, Sofia. 1998년 5월 18일. 2009년 5월 5일에 확인함.
13. ↑  “Uzbek foreign minister in Bulgaria to prepare for president's visit”. BTA news agency, Sofia. 1998년 5월 18일. 2009년 5월 5일에 확인함.
14. ↑  “Uzbek president arrives in Bulgaria”. Bulgarian Radio, Sofia. 1998년 6월 23일. 2009년 5월 5일에 확인함.
15. ↑  “Uzbek president to visit Bulgaria on 23rd-25th June”. Bulgarian Radio, Sofia. 1998년 6월 17일. 2009년 5월 5일에 확인함.
16. ↑  “Uzbek president in talks with Bulgarian speaker, prime minister”. UZBEKISTAN DAILY DIGEST. 2003년 11월 26일. 2008년 9월 4일에 원본 문서에서 보존된 문서. 2009년 5월 5일에 확인함.
17. ↑  “Uzbek president to visit Bulgaria in late November.”. Asia Africa Intelligence Wire. 2003년 11월 20일. 2009년 5월 5일에 확인함.
18. ↑  “Uzbek president in talks with Bulgarian speaker, prime minister”. Asia Africa Intelligence Wire. 2003년 11월 25일. 2009년 5월 5일에 확인함.
19. ↑  “Bulgarian, Uzbek presidents discuss "good" cooperation, agreements signed.”. Asia Africa Intelligence Wire. 2003년 11월 24일. 2009년 5월 5일에 확인함.
20. ↑  “Bulgarian envoy in Uzbekistan happy with cooperation”. UzReport.com, Tashkent. 2006년 3월 2일. 2009년 5월 5일에 확인함.
21. ↑  “Bulgarian president hunts for protected animal in Uzbekistan”. Uzbekistan New Eurasia. 2008년 12월 5일. 2009년 3월 16일에 원본 문서에서 보존된 문서. 2009년 5월 5일에 확인함.
22. ↑  “Ecologists protest against President Parvanov's hunt in Uzbekistan”. News.bg. 10.12.2008. 2008년 12월 12일에 원본 문서에서 보존된 문서. 2009년 5월 5일에 확인함.
23. ↑  “Uzbek-Bulgarian Relations Are Developing Dynamically”. 《Turkish Weekly》. 2009년 2월 24일. 2009년 3월 3일에 원본 문서에서 보존된 문서. 2009년 5월 5일에 확인함.
24. ↑  “Uzbek-Bulgarian Relations Are Developing Dynamically”. Turkish Weekly. 2009년 2월 24일. 2009년 3월 3일에 원본 문서에서 보존된 문서. 2009년 5월 5일에 확인함.
25. ↑  
“Uzbekistan seeking entry to European markets via Bulgarian ports”. BTA news agency, Sofia. 1999년 7월 1일. 2009년 5월 5일에 확인함.
26. ↑  
“Uzbek Cargo May be Transported to West Europe via Burgas”. PARI Daily. 2003년 11월 27일. 2009년 5월 5일에 확인함.
27. ↑  
“Uzbek-Bulgarian legal accords to take effect soon”. Asia Africa Intelligence Wire. 2004년 10월 12일. 2009년 5월 5일에 확인함.
28. ↑  
“Bulgaria, Uzbekistan sign economic cooperation agreement”. BTA news agency, Sofia. 2007년 4월 5일. 2009년 5월 5일에 확인함.
29. ↑  “Trade between Bulgaria, Uzbekistan Set at USD 50 M in 2 Y”. Novinite Sofia News Agency. 2003년 11월 22일. 2009년 5월 5일에 확인함.